# Didymodon spitsbergensis
Didymodon spitsbergensis là một loài rêu trong họ Pottiaceae. Loài này được Dixon ex G.N. Jones mô tả khoa học đầu tiên năm 1951.